# Alfaroa
Alfaroa, rod zimzelenog drveća iz porodice orahovki, dio je potporodice Engelhardioideae. Postoji sedam priznatih vrsta rasprostranjenih od Meksika preko Srednje Amerike do Kolumbije.

## Vrste
1. Alfaroa costaricensis Standl.; Nikaragva, Kostarika, Panama
2. Alfaroa guanacastensis D.E.Stone; Kostarika
3. Alfaroa guatemalensis (Standl.) L.O.Williams & A.R.Molina; Gvatemala, Honduras, južni Meksiko
4. Alfaroa hondurensis L.O.Williams ex W.E.Manning; Honduras, Salvador
5. Alfaroa manningii J.León; Kostarika
6. Alfaroa mexicana D.E.Stone; Meksiko, Gvatemala
7. Alfaroa williamsii Ant.Molina; Kolumbija, Panama, Kostarika, Nikaragva